# Leptastacus japonicus
Leptastacus japonicus är en kräftdjursart som beskrevs av Ito 1968. Leptastacus japonicus ingår i släktet Leptastacus och familjen Leptastacidae. Inga underarter finns listade i Catalogue of Life.